# Lecrín
Lecrín es un municipio español de la provincia de Granada, en la comunidad autónoma de Andalucía. Cuenta con una superficie de 40,50 km² y una población de 2197 habitantes (2021).

## Toponimia
El topónimo deriva del árabe الإقليم (al-iqlīm), «la región, el distrito». Se trata en realidad de una abreviación de إقلإيم القصب (iqlīm al-qaṣb), «la región de la caña [de azúcar]».

## Formación
Lecrín es un municipio formado por los antiguos municipios de Acequias, Béznar (con su pedanía de Peloteos), Chite, Mondújar, Murchas y Talará. Se constituyó en Granada entre 1967 y 1973 por la unión de varios pequeños ayuntamientos, siendo Béznar el último en incorporarse.

## Descripción
Lecrín tomó el nombre genérico de la comarca, siendo en Talará donde recayó la capitalidad municipal. Una capitalidad compartida con Mondújar en la práctica debido a la proximidad de estos núcleos de población.

## Organización territorial

### Chite
Se encuentra situado a medio camino de Granada capital y de la costa, a unos 30 km de ambos sitios. A sus habitantes se les conoce con el nombre de Chiteros. Sus fiestas se celebran en primer fin de semana de junio en honor a San Segundo. Antiguamente el pueblo se llamaba "El Chite", pero poco a poco se quitó el artículo.
En 2017 se recuperó una polémica fiesta tradicional del siglo XX que, entre otras actividades contemplada la puja por mujeres para un baile
Su población es de unas 200 personas que se multiplica por 2 o 3 los fines de semana y en época de vacaciones.
Sus calles son:
-Era alta
-San Segundo
-Rafael Alberti
-Jorge guillen
-Santísima trinidad de Chite
-Carnicería
-Era baja
-Fuerte
-Solana
-Barrio bajo
-Vicente Aleixandre
-José Guerrero
Su población es mayoritariamente mayor de 65 años, contando muchos niños de familias numerosas, por lo que la población se mantiene estable a base de pequeñas explosiones demográficas.
Cuenta con un campo de fútbol sala, otro de baloncesto y un bar.

### Mondújar
Pueblo del término municipal de Lecrín, comarca del Valle de Lecrín, Provincia de Granada, España. Se encuentra a las faldas del parque natural de Sierra Nevada, a unos 20 minutos de Granada y poco más de la Costa Granadina por la Autovía de Sierra Nevada. Próximo a la Alpujarra, con un microclima templado que permite el cultivo de cítricos y otros frutales.
Históricamente, Mondújar debió su importancia a su castillo medieval, actualmente en ruinas y que fue escenario de la muerte del penúltimo rey de la dinastía nazarí granadina: Muley Hacén.

### Otras localidades
- Talará, Murchas, Acequias y Béznar.

## Demografía
Lecrín cuenta con una población de 2268 habitantes (INE 2024).
| Gráfica de evolución demográfica de Lecrín entre 1970 y 2021 |
| |
| Población de derecho según los censos de población del INE Población de hecho según los censos de población del INEEntre el censo de 1981 y el anterior, crece el término del municipio porque incorpora a Béznar Entre el censo de 1970 y el anterior, aparece este municipio porque se fusionan los municipios Acequias, Chite y Talará, Mondújar y Murchas |

## Economía

### Evolución de la deuda viva municipal
| Gráfica de evolución de Deuda viva del Ayuntamiento de Lecrín entre 2008 y 2019                                |
| |
| Deuda viva del Ayuntamiento de Lecrín en miles de Euros según datos del Ministerio de Hacienda y Ad. Públicas. |

## Cultura

### Patrimonio

#### Época romana

##### Termas romanas del Feche de Mondújar
Restos en la Zona del Feche en Mondújar. Estas termas romanas son el monumento más antiguo. Situadas en la parte baja de la localidad.
Se descubrieron en 1983 las termas de lo que debió de ser una villa romana, datada entre los siglos I y IV de nuestra era. Entre las dependencias excavadas, hay algunas con suelo de mosaico. Destacan las dependencias de baños calientes y una piscina semicircular de 7 metros de diámetro.

#### Época islámica

##### Castillo de Mondújar
El castillo era propiedad de Muley Hacén, padre de Boabdil que era hijo de la sultana Aixa, y lo había mandado construir como regalo de bodas para la esclava cristiana que llegó a ser reina de Granada con el nombre de Zoraida o Soraya ('Lucero del Alba'), que después de la reconquista tomó el nombre de (Isabel de Solís). Cerca de él, en el antiguo cementerio de Mondújar, está el cementerio real nazarí, a donde Boabdil trasladó los restos de sus antepasados, los reyes de Granada.

##### Castillo de Lojuela
Situado en una colina al norte de Murchas.

#### Época renacentista

##### Iglesia parroquial de San Juan Bautista de Mondújar
Erigida en el siglo XVI bajo la antigua mezquita, fue saqueada levemente en la Revuelta Mudéjar y restaurada posteriormente. Se dice que bajo ella fue enterrada la última reina del Reino Nazarí de Granada a petición propia. Diseñada por Diego de Siloé.
La portada es de diseño renacentista-siloesco, de retablo neoclásico, es el retablo más hermoso de todo Lecrín, pues cuenta con grandes detalles de oro y varias columnas de mármol. Encontramos esculturas en madera policromada que representan a San Juan Bautista, Nuestro Padre Jesús y la Virgen del Rosario.

### Patrimonio inmaterial

#### Fiestas patronales
- Talará – Purísima Concepción y Santo Cristo del Zapato (8 de diciembre).
- Acequias – San Antón (17 de enero).
- Béznar – San Antón (8 de septiembre fiesta de los mosqueteros).
- Chite – San Segundo (primera semana de junio) y los Santos Inocentes (28 de diciembre).
- Murchas – Virgen de los Desamparados (1 de enero).
- Mondújar – San Juan Bautista al cumplirse la segunda decena de junio.